# Katri Helena
Katri Helena Turunen-Kalaoja-Rajala (nascida Koistinen, Tohmajärvi, 17 de agosto de 1945) é uma cantora finlandesa que tem uma carreira musical desde a década de 1960. Katri foi uma das cantoras mais populares do seu país natal em termos de vendas. Ela foi a primeira cantora finlandesa a vender mais de 1 milhão de discos. O seu álbum intitulado Anna Mulle Tähtitaivas (Dá-me uma céu estrelado) vendeu mais de 100 mil cópias, num país com apenas 5 milhões de habitantes foi um enorme feito.
Katri Helena teve vários êxitos, entre os quais "Puhelinlangat laulaa", "Katson sineen taivaan" e "Syysunelma".
Katri Elena representou a Finlândia (representando a televisão Yle) por duas vezes no Festival Eurovisão da Canção. Em 1979 cantou o tema Katson sineen taivaan (Estou a olhar para o céu azul) que terminou em 14º lugar e 38 pontos. Em 1993 interpretou o tema Tule luo ( Vem para mim) que terminou em 17º lugar e 20 pontos.

## Discografia

### Álbuns
- Vaalea valloittaja, 1964
- Puhelinlangat laulaa, 1965
- Katri Helena, 1966
- Katupoikien laulu, 1967
- Paikka auringossa, 1968
- Ei kauniimpaa, 1969
- Kai laulaa saan, 1971
- Lauluja meille kaikille, 1972
- Kakarakestit, 1973
- Kun kohdattiin, 1973
- Paloma Blanca, 1975
- Lady Love, 1976
- Ystävä, 1978
- Katson sineen taivaan, 1979
- Sydämeni tänne jää, 1980
- Kotimaa, 1981
- Minä soitan sulle illalla, 1982
- Kirje sulle, 1984
- On elämä laulu, 1986
- Almaz, 1988
- Juhlakonsertti, 1989
- Anna mulle tähtitaivas, 1992 (Myyty n. 100 400 kpl)
- Lähemmäksi, 1994
- Vie minut, 1995
- Hiljaisuudessa, 1996
- Missä oot, 1998
- Leidit levyllä, 2000
- Tässä tällä hetkellä, 2004
- Elämänlangat, 2006
- Hiljaisuudessa, 2006
- Tulet aina olemaan, 2009
- Valon maa, 2011
- Taivaan tie, 2014
- Niin on aina ollut, 2015

### Compilações
- Katri Helenan parhaimmat. 1 (1972)
- Katri Helenan parhaimmat. 2 (197?)
- Katri Helenan parhaimmat. 3 (197?)
- Katri Helenan kauneimmat (1977)
- Parhaat päältä (1978)
- Katri Helena : 28 toivotuinta levytystä (1987)
- Kauneimmat rakkauslaulut (1989)
- Toivotut (1992)
- 20 suosikkia – Puhelinlangat laulaa (1995)
- 20 suosikkia – Syysunelma (1995)
- 20 suosikkia – Anna mulle tähtitaivas (1997)
- Musiikin tähtihetkiä (2001)
- Sydämeni laulut (4CD, 2003)
- Sydämeni laulut: neljä vuosikymmentä tähtitaivaalla (2CD, 2003)
- 30 suosikkia (2011)
- Sinivalkoinen kokoelma (2CD, 2012)
- Suuret suomalaiset / 80 klassikkoa (2CD, 2016)